# Liste der Monuments historiques in Semillac
Die Liste der Monuments historiques in Semillac führt die Monuments historiques in der französischen Gemeinde Semillac auf.

## Liste der Objekte
| Bezeichnung        | Beschreibung                     | Standort                       | Kennzeichnung | Schutzstatus | Datum | Bild |
| ------------------ | -------------------------------- | ------------------------------ | ------------- | ------------ | ----- | ---- |
| Drei Kapitelle     | Stein                            | in der Kirche St-Didier (Lage) | PM17001835    | Inscrit      | 1997  |      |
| Gemälde Kreuzigung | Öl auf Leinwand, 17. Jahrhundert | in der Kirche St-Didier (Lage) | PM17001678    | Inscrit      | 1989  |      |